# 젠킨스땃쥐텐렉
젠킨스땃쥐텐렉(Microgale jenkinsae)은 텐렉과에 속하는 포유류의 일종이다. 마다가스카르섬의 토착종이다. 자연 서식지는 아열대 또는 열대 기후 지역의 건조림과 아열대 또는 열대 기후 지역의 건조한 관목 지대이다. 서식지 감소로 위협받고 있다.